# Julián Araujo
Julián Vicente Araujo Zúñiga, noto semplicemente come Julián Araujo (Lompoc, 13 agosto 2001), è un calciatore messicano con cittadinanza statunitense, difensore del Bournemouth.

## Biografia
Julián è nato in California da Jorge Araujo e Guadalupe Zúñiga, emigrati messicani provenienti da Zacatecas e Guanajuato.

## Caratteristiche tecniche
È un difensore centrale, ma riesce anche ad adattarsi come terzino destro grazie alle sue buone doti offensive.

## Carriera

### Club

#### LA Galaxy
Nella stagione 2017/18 si trasferisce a titolo definitivo al LA Galaxy per poi esordire nella stagione successiva. Disputa stagioni convincenti facendosi notare per la buona spinta offensiva e realizzando diversi assist.

#### Barcellona e prestito al Las Palmas
Il 18 febbraio 2023, dopo un caso di mercato dovuto a un ritardo (causato dal sistema) di 18 secondi nella registrazione del contratto il 31 gennaio precedente, viene finalizzato il suo passaggio al Barcellona.
Il 1º agosto 2023 viene ufficializzato il suo passaggio in prestito al Las Palmas. Debutta con il club spagnolo il 18 agosto successivo, subentrando nel secondo tempo della sfida esterna contro il Valencia (0-1). Segna la sua prima rete con questa maglia il 31 ottobre, in Coppa del Re, contro il Manacor (3-0).

#### Bournemouth
Il 13 agosto 2024 viene acquistato dal Bournemouth per 10 milioni di euro,con cui sottoscrive un contratto quinquennale fino al 30 Giugno 2029.

### Nazionale
Nel 2018 con la Nazionale Under-20 statunitense ha preso parte al Campionato nordamericano Under-20 2018.
Debutta con la Nazionale statunitense, il 10 dicembre 2020 in un'amichevole contro El Salvador (6-0).
Essendo in possesso sia della cittadinanza statunitense sia di quella messicana, il 13 agosto 2021 decide di avviare l’iter per l’ottenimento della cittadinanza messicana ed il 4 ottobre la FIFA ne approva la richiesta. Debutta con la Nazionale messicana il successivo 8 dicembre, in un'amichevole contro il Cile (2-2).
Nel 2023 conquista il bronzo alla CONCACAF Nations League 2022-2023, e un mese più tardi vince la CONCACAF Gold Cup 2023.

## Statistiche

### Presenze e reti nei club
Statistiche aggiornate al 29 giugno 2025.
| Stagione                  | Squadra                   | Campionato                | Campionato | Campionato | Coppe nazionali | Coppe nazionali | Coppe nazionali | Coppe continentali | Coppe continentali | Coppe continentali | Altre coppe | Altre coppe | Altre coppe | Totale | Totale |
| Stagione                  | Squadra                   | Comp                      | Pres       | Reti       | Comp            | Pres            | Reti            | Comp               | Pres               | Reti               | Comp        | Pres        | Reti        | Pres   | Reti   |
| ------------------------- | ------------------------- | ------------------------- | ---------- | ---------- | --------------- | --------------- | --------------- | ------------------ | ------------------ | ------------------ | ----------- | ----------- | ----------- | ------ | ------ |
| 2018                      | Ventura County            | USL                       | 2          | 0          | -               | -               | -               | -                  | -                  | -                  | -           | -           | -           | 2      | 0      |
| 2019                      | LA Galaxy                 | MLS                       | 18         | 0          | USOC            | 1               | 0               | -                  | -                  | -                  | LC          | 1           | 0           | 20     | 0      |
| 2020                      | LA Galaxy                 | MLS                       | 15         | 1          | -               | -               | -               | -                  | -                  | -                  | MiB         | 2           | 0           | 17     | 1      |
| 2021                      | LA Galaxy                 | MLS                       | 32         | 0          | -               | -               | -               | -                  | -                  | -                  | -           | -           | -           | 32     | 0      |
| 2022                      | LA Galaxy                 | MLS                       | 33+2       | 0+1        | USOC            | 4               | 0               | -                  | -                  | -                  | LC          | 1           | 0           | 40     | 1      |
| Totale Los Angeles Galaxy | Totale Los Angeles Galaxy | Totale Los Angeles Galaxy | 98+2       | 1+1        |                 | 5               | 0               |                    | -                  | -                  |             | 4           | 0           | 109    | 2      |
| 2023-2024                 | Las Palmas                | PD                        | 25         | 1          | CR              | 3               | 1               | -                  | -                  | -                  | -           | -           | -           | 28     | 2      |
| 2024-2025                 | Bournemouth               | PL                        | 12         | 0          | FACup+CdL       | 0+1             | 0+0             | -                  | -                  | -                  | -           | -           | -           | 13     | 0      |
| Totale carriera           | Totale carriera           | Totale carriera           | 139        | 3          |                 | 9               | 1               |                    | -                  | -                  |             | 4           | 0           | 152    | 4      |

### Cronologia presenze e reti in nazionale
| Cronologia completa delle presenze e delle reti in nazionale ― Stati Uniti | Cronologia completa delle presenze e delle reti in nazionale ― Stati Uniti | Cronologia completa delle presenze e delle reti in nazionale ― Stati Uniti | Cronologia completa delle presenze e delle reti in nazionale ― Stati Uniti | Cronologia completa delle presenze e delle reti in nazionale ― Stati Uniti | Cronologia completa delle presenze e delle reti in nazionale ― Stati Uniti | Cronologia completa delle presenze e delle reti in nazionale ― Stati Uniti | Cronologia completa delle presenze e delle reti in nazionale ― Stati Uniti |
| Data                                                                       | Città                                                                      | In casa                                                                    | Risultato                                                                  | Ospiti                                                                     | Competizione                                                               | Reti                                                                       | Note                                                                       |
| -------------------------------------------------------------------------- | -------------------------------------------------------------------------- | -------------------------------------------------------------------------- | -------------------------------------------------------------------------- | -------------------------------------------------------------------------- | -------------------------------------------------------------------------- | -------------------------------------------------------------------------- | -------------------------------------------------------------------------- |
| 10-12-2020                                                                 | Miami                                                                      | Stati Uniti                                                                | 6 – 0                                                                      | El Salvador                                                                | Amichevole                                                                 | -                                                                          | 74’                                                                        |
| Totale                                                                     |                                                                            | Presenze                                                                   | 1                                                                          |                                                                            | Reti                                                                       | 0                                                                          |                                                                            |

| Cronologia completa delle presenze e delle reti in nazionale ― Messico | Cronologia completa delle presenze e delle reti in nazionale ― Messico | Cronologia completa delle presenze e delle reti in nazionale ― Messico | Cronologia completa delle presenze e delle reti in nazionale ― Messico | Cronologia completa delle presenze e delle reti in nazionale ― Messico | Cronologia completa delle presenze e delle reti in nazionale ― Messico | Cronologia completa delle presenze e delle reti in nazionale ― Messico | Cronologia completa delle presenze e delle reti in nazionale ― Messico |
| Data                                                                   | Città                                                                  | In casa                                                                | Risultato                                                              | Ospiti                                                                 | Competizione                                                           | Reti                                                                   | Note                                                                   |
| ---------------------------------------------------------------------- | ---------------------------------------------------------------------- | ---------------------------------------------------------------------- | ---------------------------------------------------------------------- | ---------------------------------------------------------------------- | ---------------------------------------------------------------------- | ---------------------------------------------------------------------- | ---------------------------------------------------------------------- |
| 8-12-2021                                                              | Austin                                                                 | Messico                                                                | 2 – 2                                                                  | Cile                                                                   | Amichevole                                                             | -                                                                      | 79’                                                                    |
| 2-2-2022                                                               | Città del Messico                                                      | Messico                                                                | 1 – 0                                                                  | Panama                                                                 | Qual. Mondiali 2022                                                    | -                                                                      | 69’                                                                    |
| 12-6-2022                                                              | Torreón                                                                | Messico                                                                | 3 – 0                                                                  | Suriname                                                               | CONCACAF Nations League 2022-2023 - 1º turno                           | -                                                                      | 11’                                                                    |
| 23-3-2023                                                              | Paramaribo                                                             | Suriname                                                               | 0 – 2                                                                  | Messico                                                                | CONCACAF Nations League 2022-2023 - 1º turno                           | -                                                                      | 46’                                                                    |
| 26-3-2023                                                              | Città del Messico                                                      | Messico                                                                | 2 – 2                                                                  | Giamaica                                                               | CONCACAF Nations League 2022-2023 - 1º turno                           | -                                                                      | 79’                                                                    |
| 19-4-2023                                                              | Glendale                                                               | Stati Uniti                                                            | 1 – 1                                                                  | Messico                                                                | Amichevole                                                             | -                                                                      |                                                                        |
| 18-6-2023                                                              | Paradise                                                               | Panama                                                                 | 0 – 1                                                                  | Messico                                                                | CONCACAF Nations League 2022-2023 - Finale 3º posto                    | -                                                                      | 45+4’                                                                  |
| 29-6-2023                                                              | Glendale                                                               | Haiti                                                                  | 1 – 3                                                                  | Messico                                                                | Gold Cup 2023 - 1º turno                                               | -                                                                      | 62’                                                                    |
| 2-7-2023                                                               | Santa Clara                                                            | Messico                                                                | 0 – 1                                                                  | Qatar                                                                  | Gold Cup 2023 - 1º turno                                               | -                                                                      | 81’                                                                    |
| 8-7-2023                                                               | Arlington                                                              | Messico                                                                | 2 – 0                                                                  | Costa Rica                                                             | Gold Cup 2023 - Quarti di finale                                       | -                                                                      | 84’                                                                    |
| 9-9-2023                                                               | Arlington                                                              | Messico                                                                | 2 – 2                                                                  | Australia                                                              | Amichevole                                                             | -                                                                      | 83’                                                                    |
| 21-11-2023                                                             | Città del Messico                                                      | Messico                                                                | 2 – 0 dts (4 – 2 dtr)                                                  | Honduras                                                               | CONCACAF Nations League 2023-2024 - Quarti di finale                   | -                                                                      | 104’                                                                   |
| 21-3-2024                                                              | Arlington                                                              | Panama                                                                 | 0 – 3                                                                  | Messico                                                                | CONCACAF Nations League 2023-2024 - Semifinale                         | -                                                                      | 59’                                                                    |
| 10-9-2024                                                              | Arlington                                                              | Messico                                                                | 0 – 0                                                                  | Canada                                                                 | Amichevole                                                             | -                                                                      | 18’ 66’                                                                |
| 28-6-2025                                                              | Glendale                                                               | Messico                                                                | 2 – 0                                                                  | Arabia Saudita                                                         | Gold Cup 2025 - Quarti di finale                                       | -                                                                      |                                                                        |
| 2-7-2025                                                               | Santa Clara                                                            | Messico                                                                | 1 – 0                                                                  | Honduras                                                               | Gold Cup 2025 - Semifinale                                             | -                                                                      | 89’                                                                    |
| Totale                                                                 |                                                                        | Presenze                                                               | 16                                                                     |                                                                        | Reti                                                                   | 0                                                                      |                                                                        |

## Palmarès

### Nazionale
- Gold Cup: 2

2023,2025